# Li Jinlin
Li Jinlin és una esportista xinesa que va competir en judo, guanyadora d'una medalla de plata al Campionat Mundial de Judo de 1986 en la categoria oberta.

## Palmarès internacional
| Campionat Mundial | Campionat Mundial           | Campionat Mundial | Campionat Mundial |
| Any               | Lloc                        | Medalla           | Categoria         |
| ----------------- | --------------------------- | ----------------- | ----------------- |
| 1986              | Maastricht ( Països Baixos) | 2                 | Oberta            |